# Гуржиенко, Антон Михайлович
Анто́н Миха́йлович Гуржие́нко (1872, Мариуполь — после 1932) — русский и советский инженер-архитектор, реставратор и преподаватель, один из мастеров московского модерна.

## Биография
Родился 9 января 1872 года в Мариуполе Екатеринославской губернии.
Окончил Московское училище живописи, ваяния и зодчества (МУЖВЗ) с малой серебряной медалью. С 1898 года учился в Высшем художественном училище при Императорской Академии художеств, которое закончил в 1901 году, получив звание художника-архитектора за проект «Городской Думы в столице». В 1902 году совершил пенсионерскую поездку за границу. С 1908 года работал сверхштатным техником Строительного отделения Московского губернского правления. Руководил проведением ремонта Китайгородской стены. В 1910—1917 годах преподавал архитектуру в Среднем технико-строительном училище Общества распространения технических знаний, учреждённом инженером М. К. Приоровым.
В 1920-х годах А. М. Гуржиенко преподавал в Строительном техникуме, а также имел небольшую архитектурно-строительную практику
С 7 января 1908 года был членом Императорского Московского археологического общества (ИМАО), с 10 февраля 1909 года — его действительный член. Состоял членом Комиссии по сохранению древних памятников ИМАО. В 1916 году как член Московского археологического общества был наблюдателем за ремонтом нижних окон Губернских присутственных мест, ранее расширенных. В 1918 году совместно с архитектором В. Е. Дубовским занимался разработкой проектов рабочих посёлков-садов для машиностроительных заводов. Был в числе основателей историко-краеведческого общества «Старая Москва».
Жил в Первом Спасоналивковском переулке, д. 9, кв. 11.
После 1932 года упоминаний о нём не встречается.

## Проекты и постройки
- Конкурсные проекты здания Московского купеческого собрания (1-я премия) и нового здания МУЖВЗ (1-я премия), совместно с И. М. Рыбиным (1904, Москва)
- Цирк А. А. Никитина, совместно с Б. М. Нилусом (1910—1912, Москва, Триумфальная площадь, 4), перестроен в Театр Сатиры;
- Храм Николы Чудотворца у Тверской заставы, строительство по проекту И. Г. Кондратенко (1914—1921, Москва, Улица Бутырский Вал, 8/3);
- Жилой дом (1926, Москва, Голиковский переулок, 10)[5][6]
- Жилой дом (1925—1928, Москва, Большая Никитская улица, 12).
- Жилой дом товарищества «Обкоопстрой» (1928, Москва, 3-я Тверская-Ямская, 29/6).

## Семья
- Жена — Елена Ивановна Гуржиенко[7]
  - Сын — Георгий (Юрий) Антонович Гуржиенко (1909—?) — специалист в области аэродинамики и авиационной механики[7][8][9]